# William Richard Peltier
William Richard Peltier (1943) é um geofísico canadense.